# Eudule leopardina
Eudule leopardina är en fjärilsart som beskrevs av Druce 1896. Eudule leopardina ingår i släktet Eudule och familjen mätare. Inga underarter finns listade i Catalogue of Life.